# Przełaz (Słoneczne Skały)
Przełaz – ostaniec na wierzchowinie Wyżyny Olkuskiej. Znajduje się w grupie Słonecznych Skał na orograficznie prawym zboczu Doliny Szklarki, w obrębie miejscowości Jerzmanowice, w odległości około 2,2 km na południe od drogi krajowej nr 94 (odcinek z Krakowa do Olkusza). Należy do tzw. Ostańców Jerzmanowickich. Wszystkie ostańce wchodzące w skład Słonecznych Skał są pomnikami przyrody.
Przełaz jest jedną z Sokołowych Skał i najbardziej na południe wysuniętą skałą w całej grupie Słonecznych Skał. Od następnej skały – Szerokiego Komina oddzielony jest wąskim przełazem. Znajduje się na otwartej przestrzeni. Podobnie jak pozostałe Słoneczne Skały zbudowany jest z twardych wapieni skalistych. Ma ściany połogie, pionowe lub przewieszone z filarami, kominami i zacięciami, o wysokości 10–16 m.
Na południowym końcu skały Przełaz znajduje się niewielki obiekt jaskiniowy – Komórka w Słonecznych Skałach.

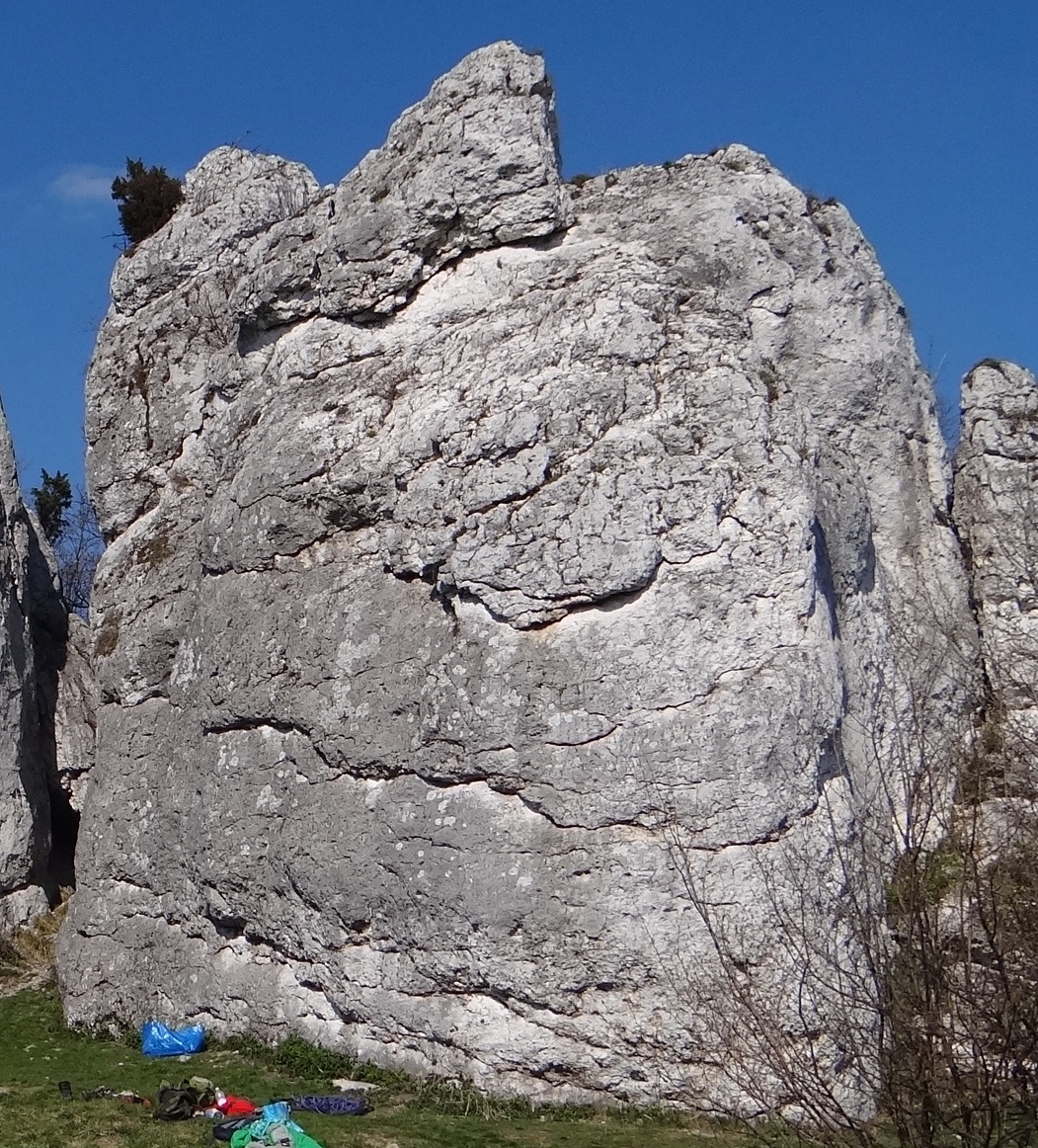
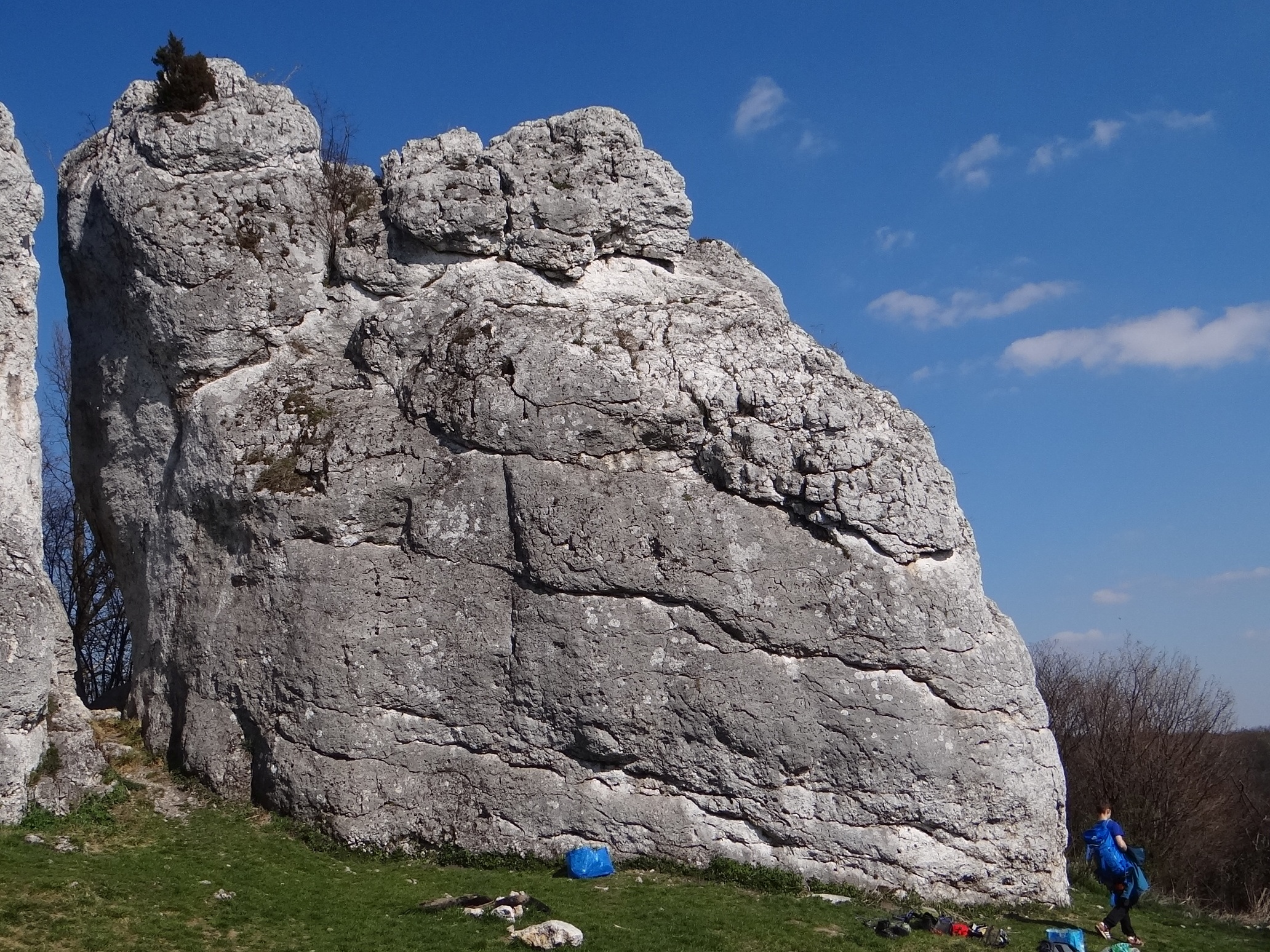
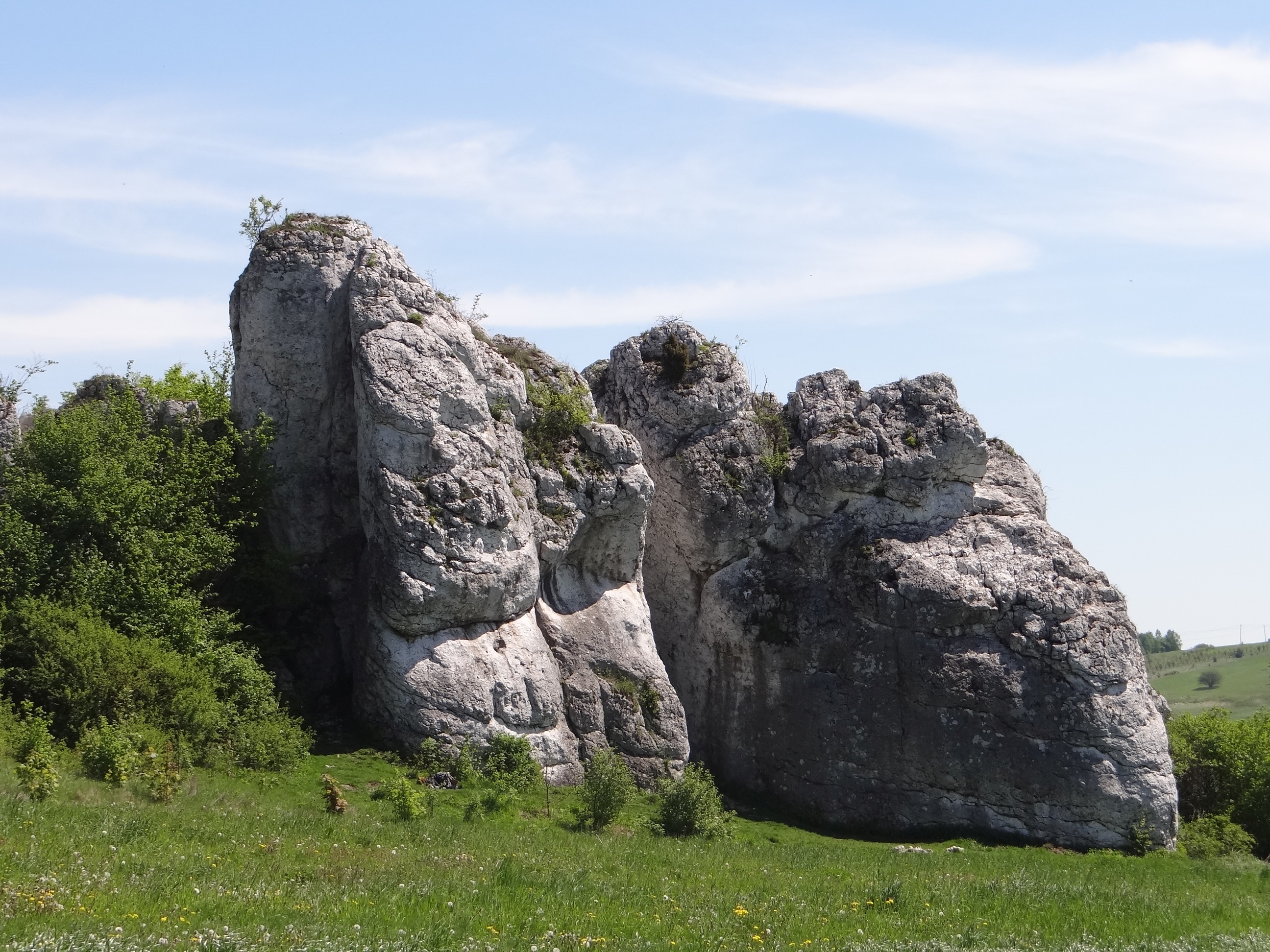
Szeroki Komin i Przełaz

## Drogi wspinaczkowe
Na Przełazie uprawiana jest wspinaczka skalna. Łącznie jest na nim 35 dróg wspinaczkowych o trudności od III+ do VI.5+ w skali krakowskiej. Ściany wspinaczkowe o wystawie zachodniej, północnej, wschodniej, południowo-wschodniej, południowej i południowo-zachodniej. Niemal wszystkie mają zamontowane stałe punkty asekuracyjne: ringi (r) i stanowiska zjazdowe (st) lub dwa ringi zjazdowe (drz).

Przełaz I
1. WC Picker; 5r + st, VI.2, 12 m
2. Chemtrail; 5r + st, VI.1+, 12 m
3. Estetyczna rysa; IV+, 14 m
4. Komy bije w dzwon?; 5r + st, VI.1+, 12 m
5. Filar Przełazu; 5r + st, VI, 12 m
6. Schodki; 4r + drz, IV+, 14 m

Przełaz II
1. AłłałałłA; 5r + st, VI, 13m
2. Marzenie drwala; 3r + st, VI.+, 13 m
3. Dzień Konia; st, VI.+, 12 m
4. Nic trudnego; 4r + st, IV, 12 m
5. Czas byłych par; 2r + st, VI.+, 12 m
6. Upał na pustyni; 6r + st, VII.1, 12 m
7. Plamy na słońcu; 4 r + st, VI.1, 12 m
8. A vista; 4 r + st, VI.1+, 12 m
9. Gosiaczki witają w Windows; 5r + st, VI.3, 12 m
10. XP; 4 r + st, VI.+, 12 m

Przełaz III
1. Litografia 5/10; 5r + st, VI.5+, 12 m
2. Technika własna; 4r + st, VI.3+, 12 m
3. Nocny rekonesans; st, V+, 12 m
4. Ciemna blondynka; 4r + ST III+, 12 m
5. Ex libris; 4r + st, VI, 12 m
6. Je m’appelle...; 4r + st, VI+, 12 m
7. Jamba; 4r + st, VI.1, 12 m
8. Hey Joe!; 4r + st, VI.1, 12 m
9. Bania Osia; 4r + st, VI+/1, 12 m
10. Droga Burzyńskiego; 4r + st, V+, 12 m

Przełaz IV
1. Miękki werniks; 4r + st, VI+, 12 m
2. Pojedynek z wiatrem; 5r + st, VI.4, 12 m
3. Pociągi na wietrze; 7r + st, VI.4/4+, 12 m

Przełaz V – ściana wschodnia
1. Droga Burzyńskiego; 2r, V+, 12 m
2. Kompleks kurdupla; 7r + st, VI.2/2+, 12 m
3. Pralnia internetowa; 6r + st, VI.3, 10 m
4. Pralnia kurdupla; 8r + st, VI+, 10 m
5. Depresja; 4r + st, VI.1+, 10 m
6. Wschodni zachód; IV+[3].